# フラン・リコ
フランシスコ・マヌエル・"フラン"・リコ・カストロ（Francisco Manuel "Fran" Rico Castro、1987年8月3日 - ）は、スペイン・サンシェンショ出身の元プロサッカー選手。ポジションは、ミッドフィールダー。

## 経歴

### ポンテベドラ
14歳で地元クラブのポンテベドラCFでプレーを始め、2005年12月の CDサン・イシドロ戦でトップチームデビュー。

### レアル・マドリード・カスティージャ
2008年夏、レアル・マドリードのリザーブチームであるレアル・マドリード・カスティージャと契約を結んだ。ところが入団から3試合目のCDアルファロ戦で前半8分に前十字靱帯断裂の重傷を負い、シーズンの大半を棒に振ってしまった。負傷から13ヶ月後、RSDアルカラ戦で復帰。

### グラナダ
2011年8月、グラナダCFに移籍。加入2試合目のCAオサスナ戦で初ゴール。
2012年4月に右膝を負傷し、2011-12シーズンの残り試合を全休した。2012–13シーズンも丸々棒に振った。
2016年8月26日、SDエイバルへのレンタル移籍が発表された。2019年7月16日に現役引退を発表。